# Kogigonalia spectabilis
Kogigonalia spectabilis är en insektsart som först beskrevs av Melichar 1932.  Kogigonalia spectabilis ingår i släktet Kogigonalia och familjen dvärgstritar. Inga underarter finns listade i Catalogue of Life.